# Léon M'ba
Gabriel Léon M'ba (Libreville, el Gabon, 9 de febrer de 1902 - París, 27/28 de novembre de 1967) va ser el primer ministre (1959-1961) i, després de la independència de França, esdevé el primer president de la República Gabonesa (1961-1967). M'ba va ser reelegit al març de 1967, però va morir al novembre del mateix any i va ser succeït pel seu vicepresident, Albert-Bernard Bongo (es va canviar el nom a Omar Bongo Ondimba).
Membre del grup ètnic fang, va néixer a Libreville (l'actual capital del Gabon, que en el seu moment fou un territori d'ultramar de França). Educat en diverses escoles catòliques, va treballar com a comptable i periodista abans d'entrar en l'administració colonial com a agent de duanes. El seu activisme polític a favor dels negres preocupava l'administració francesa i, com a càstig per les seves activitats, va ser condemnat a presó després de cometre un delicte menor que normalment hauria donat lloc a una petita multa. En 1924, l'administració li va donar una segona oportunitat a M'ba i el va seleccionar per a dirigir el cantó de la província de Estuaire. Després de ser acusat de complicitat en l'assassinat d'una dona prop de Libreville, va ser condemnat en 1931 a tres anys de presó i 10 anys d'exili a Ubangi-Shari (en l'actual República Centreafricana) des de 1936 fins a 1946. Durant el seu exili, va publicar obres que documentaven el dret consuetudinari tribal del poble Fang. Va ser emprat pels administradors locals i va rebre elogis dels seus superiors pel seu treball. Va romandre com a persona non grata al Gabon fins que l'administració colonial francesa finalment va permetre a M'ba tornar al seu país natal en 1946.
Després del seu retorn va liderar el Bloc Democràtic del Gabon (BDG), partit gabonés afiliat a l'Agrupació Democràtica Africana, organització de caràcter regional dirigida per Félix Houphouët-Boigny. En 1952 va ser triat com el Secretari General de l'Assemblea Territorial (l'actual Assemblea Nacional) i en les eleccions municipals de la capital de 1956, va ser elegit amb un 65.5% dels vots. Se sol considerar aquest fet la primera victòria del BDG sobre la Unió Democràtica i Social de Gabon (UDSG). Un any després es va establir el primer consell de govern de Gabon, i M’Ba va exercir successivament els càrrecs de vicepresident i president d'aquest, i, després de la concessió de l'autonomia per part de França, primer ministre. La República de Gabon va proclamar la seva independència el 17 d'agost de 1960 i M’Ba va continuar exercint la prefectura de l'Estat. Va rebre nombroses crítiques per considerar-se que va mantenir una política tendent a conservar els vincles del nou país amb França. En 1960 va ordenar l'empresonament de diversos membres del seu propi partit, entre els quals es trobava fins i tot el president de l'Assemblea Nacional. Malgrat tot això, va guanyar les eleccions de 1961 i es va convertir en el primer president del Gabon independent.
Un any després es va establir el primer consell de govern de Gabon, i M’Ba va exercir successivament els càrrecs de vicepresident i president d'aquest, i, després de la concessió de l'autonomia per part de França, primer ministre. La República de Gabon va proclamar la seva independència el 17 d'agost de 1960 i M’Ba va continuar exercint la prefectura de l'Estat. Va rebre nombroses crítiques per considerar-se que va mantenir una política tendent a conservar els vincles del nou país amb França. En 1960 va ordenar l'empresonament de diversos membres del seu propi partit, entre els quals es trobava fins i tot el president de l'Assemblea Nacional. Malgrat tot això, va guanyar les eleccions de 1961 amb el 99.75% dels vots i es va convertir en el primer president del Gabon independent.
L'oposició a M’Ba es va unir al voltant de la figura de Jean-Hilaire Aubame, ministre d'Afers exteriors i líder del partit rival, la Unió Democràtica i Social de Gabon (UDSG). En 1963 M’Ba va intentar obligar els membres de la UDSG a fusionar-se amb el BDG, per a formar així un únic partit governamental. Donada la resistència que va trobar perquè cristal·litzés el seu propòsit, el gener de 1964 va dissoldre l'Assemblea Nacional. El mes següent es produeix un cop d'estat. Oficials militars gabonesos van detenir el president M'ba i la majoria dels membres del governs i van formar un nou govern liderat pel fins llavors el principal líder d'oposició Jean-Hilaire Aubame. No obstant això, M’Ba va sol·licitar ajuda a França honrant un tractat que van fer l'any 1960. La intervenció de tropes franceses va permetre la restitució del seu govern. Degut això, el govern de M’Ba va adquirir tendències cada vegada més autoritaris o dictatorials.
A causa dels problemes de salut, el van obligar a passar la major part de 1966 a París (França) per rebre tractament mèdic. També per aquest motiu va decidir qui hauria de ser el seu hereu polític, Albert-Bernard Bongo (el qual va adoptar més tard el nom d'Omar Bongo). M’Ba i Bongo van ser confirmats, respectivament, com a president i vicepresident en les eleccions de 1967. Després de morir M’Ba al novembre d'aquest mateix any, Bongo va assumir la presidència del país.